# Software Fault Tolerance
Tolerancja oprogramowania na błędy – termin określający zdolność oprogramowania do działania w warunkach wadliwej pracy sprzętu lub systemu.
Przykładowe techniki SFT to:
- odmładzanie oprogramowania (ang. rejuvenation),
- n-processing,
- dublowanie procesów (ang. process pairs),
- punkty kontrolne (ang. checkpoints),
- watchdog,
- poprawianie stanu (ang. state correction),
- recovery block,
- przetwarzanie w nieświadomości awarii (ang. failure oblivious computing).